# Epigeneium mimicum
Epigeneium mimicum là một loài thực vật có hoa trong họ Lan. Loài này được Ormerod mô tả khoa học đầu tiên năm 2003.